# Will-Bot - friend or foe?
Will-Bot - ven eller fjende er en børnefilm instrueret af Kim Hagen efter manuskript af Thomas Borch Nielsen.

## Handling
Will-Bot er en lille robot, som er bange for alt - også selv om der slet ingenting sker på hans lille planet. Han patruljerer hver dag og holder sine overvågningskameraer funktionsdygtige. En dag lander et mørkt rumskib, og en farligt udseende kæmpe robot inviterer Will-Bot til et møde på et udvalgt sted. Af ren nervøsitet ænser den lille robot ikke, at den store robot har venlige intentioner og ender med at slynge sin nunchaku vildt omkring sig. Den store robot finder sit våben frem. Alt håb syntes ude, men måske er tvekamp ikke den eneste udvej.